# Jacaratia corumbensis
Jacaratia corumbensis là một loài thực vật có hoa trong họ Caricaceae. Loài này được Kuntze mô tả khoa học đầu tiên năm 1898.